# Martin County (North Carolina)
Martin County ist ein County im Bundesstaat North Carolina der Vereinigten Staaten. Der Verwaltungssitz (County Seat) ist Williamston, das nach William Williams benannt wurde, einem Colonel im Amerikanischen Unabhängigkeitskrieg.

## Geographie
Das County liegt im mittleren Osten von North Carolina, ist im Norden etwa 80 km von Virginia entfernt und hat eine Fläche von 1195 Quadratkilometern, wovon 1 Quadratkilometer Wasserfläche ist. Es grenzt im Uhrzeigersinn an folgende Countys: Bertie County, Washington County, Beaufort County, Pitt County, Edgecombe County und Halifax County.
Martin County ist in 10 Townships aufgeteilt: Bear Grass, Cross Roads, Goose Nest, Griffins, Hamilton, Jamesville, Poplar Point, Robersonville, Williams und Williamston.

## Geschichte
Das Martin County wurde am 2. März 1774 aus Teilen des Halifax County und des Tyrrell County gebildet. Benannt wurde es nach Josiah Martin, dem letzten britischen königlichen Gouverneur von North Carolina. Später wurde das County nach dem Gründervater und Gouverneur Alexander Martin benannt.
27 Bauwerke und Stätten des Countys sind insgesamt im National Register of Historic Places eingetragen (Stand 4. März 2018).

## Demografische Daten
Nach der Volkszählung im Jahr 2000 lebten im Martin County 25.593 Menschen in 10.020 Haushalten und 7.194 Familien. Die Bevölkerungsdichte betrug 21 Einwohner pro Quadratkilometer. Ethnisch betrachtet setzte sich die Bevölkerung zusammen aus 52,54 Prozent Weißen, 45,37 Prozent Afroamerikanern, 0,29 Prozent amerikanischen Ureinwohnern, 0,24 Prozent Asiaten, 0,03 Prozent Bewohnern aus dem pazifischen Inselraum und 0,90 Prozent aus anderen ethnischen Gruppen; 0,63 Prozent stammten von zwei oder mehr Ethnien ab. 2,06 Prozent der Bevölkerung waren spanischer oder lateinamerikanischer Abstammung.
Von den 10.020 Haushalten hatten 31,6 Prozent Kinder unter 18 Jahren, die bei ihnen lebten. 50,3 Prozent davon waren verheiratete, zusammenlebende Paare, 17,6 Prozent waren allein erziehende Mütter und 28,2 Prozent waren keine Familien. 25,7 Prozent waren Singlehaushalte und in 11,9 Prozent lebten Menschen mit 65 Jahren oder älter. Die Durchschnittshaushaltsgröße betrug 2,53 und die durchschnittliche Familiengröße war 3,02 Personen.
25,5 Prozent der Bevölkerung waren unter 18 Jahre alt. 7,5 Prozent zwischen 18 und 24 Jahre, 26,8 Prozent zwischen 25 und 44 Jahre, 25,0 Prozent zwischen 45 und 64, und 15,2 Prozent waren 65 Jahre alt oder Älter. Das Durchschnittsalter betrug 39 Jahre. Auf alle weibliche Personen kamen 86,5 männliche Personen. Auf alle Frauen im Alter von 18 Jahren oder darüber kamen 81,8 Männer.
Das jährliche Durchschnittseinkommen eines Haushalts betrug 28.793 $ und das jährliche Durchschnittseinkommen einer Familie betrug 35.428 $. Männer hatten ein durchschnittliches Einkommen von 29.818 $ gegenüber den Frauen mit 19.167 $. Das Prokopfeinkommen betrug 15.102 $. 20,2 Prozent der Bevölkerung und 16,3 Prozent der Familien lebten unterhalb der Armutsgrenze. 27,5 Prozent von ihnen sind Kinder und Jugendliche unter 18 Jahre und 25,7 Prozent sind 65 Jahre oder älter.